# Walk Me Home
Walk Me Home is een nummer van de Amerikaanse zangeres Pink uit 2019. Het is de eerste single van haar achtste studioalbum Hurts 2B Human.
"Walk Me Home" is een persoonlijk nummer. Het nummer werd in veel landen een hit. In de Amerikaanse Billboard Hot 100 haalde het een bescheiden 54e positie. In de Nederlandse Top 40 was het met een 7e positie een stuk succesvoller. In de Vlaamse Ultratop 50 bereikte het nummer de 18e positie.

## Tracklist
1, Walk Me Home (Original Version) 2:57 
2. Walk Me Home (Eric Kupper Radio) 3:50 
3. Walk Me Home (Eric Kupper Extended) 6:50 
4. Walk Me Home (Eric Kupper Dub) 6:50
5. Walk Me Home (R3hab Remix) 2:39 
6. Walk Me Home (Liam Pfeifer Remix) 5:00